# جالوت

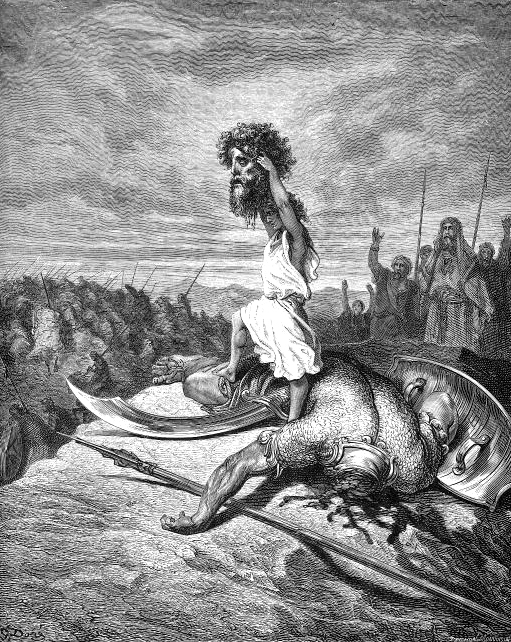

جالوت نام قرآنیِ پهلوان تنومند فلیسطی است که در قرآن سه بار در ضمن نقل داستان جنگ اهل فلسطیه با اسرائیل ذکر شده و اصل این داستان با تفصیل بیشتری در تنخ یهودی/عهد عتیق مسیحی آمده که در آن از وی با نام گُلیاث یاد شده است. در داستان‌ها جالوت به دست داوود نوجوان، پهلوان اسرائیلی، به قتل می‌رسد. تنخ یک بار دیگر (در کتاب دوم سموئیل، باب ۲۱ آیه ۱۹) همین داستان را تکرار کرده اما آنجا داوود نیست که جالوت را می‌کشد، بلکه نام پهلوان اسرائیلی الحانان بن یعری از بیت‌لحم است. در نسخه فعلی داستان مبارزه داوود با جالوت، تنها ۲ بار نام جالوت ذکر شده و در قدیمی‌ترین نسخه کتاب اصلاً به نام او اشاره نشده بلکه تنها «آن فلیسطی» خطاب شده است. این نشان‌دهنده آن است که در قدیمی‌ترین نسخه‌های این داستان، داوود کشنده جالوت نبوده، بلکه الحانان چنین کرده؛ بعدها قصه الحانان را با داستان معروف‌تر داوود ادغام کرده‌اند.

## معنای لغوی
منابع لغوی و تفسیری اسلامی لفظ جالوت را غیرعربی دانسته‌اند تا جایی که گفته شده است دانشمندان مسلمان بر این امر اتفاق نظر دارند. برخی از خاورشناسان در پژوهش‌های زبان شناختی خود دربارهٔ قرآن به ریشه‌شناسی لفظ جالوت پرداخته‌اند. به نوشته هوروویتس (ص ۱۰۶) این نام مسلّماً با واژه عبریِ t ¦lu ¦ga یا واژه آرامیِ ¦a ¢t ¦lu ¦ga (به معنای تبعید و آوارگی که در میان یهودیان مدینه متداول بوده) مرتبط است. جفری نیز معتقد است که جالوت از راه قرآن به زبان عربی وارد شده است، زیرا اثری از کاربرد آن در پیش از اسلام در دست نیست.